# Girolamo Troppa
Girolamo Troppa, né vers 1636 à Rocchette in Sabina (it) (une frazione de Torri in Sabina) et mort après 1706 à Rome, est un peintre de compositions religieuses, de portraits, de fresques et dessinateur. 

## Biographie
Né vers 1636 à Rocchette in Sabina (près de Rome), Girolamo Troppa est un imitateur et peut-être élève de Carlo Maratta. Il travaille avec Giovanni Battista Gaulli. 
Girolamo Troppa meurt après 1706 à Rome.

## Œuvres

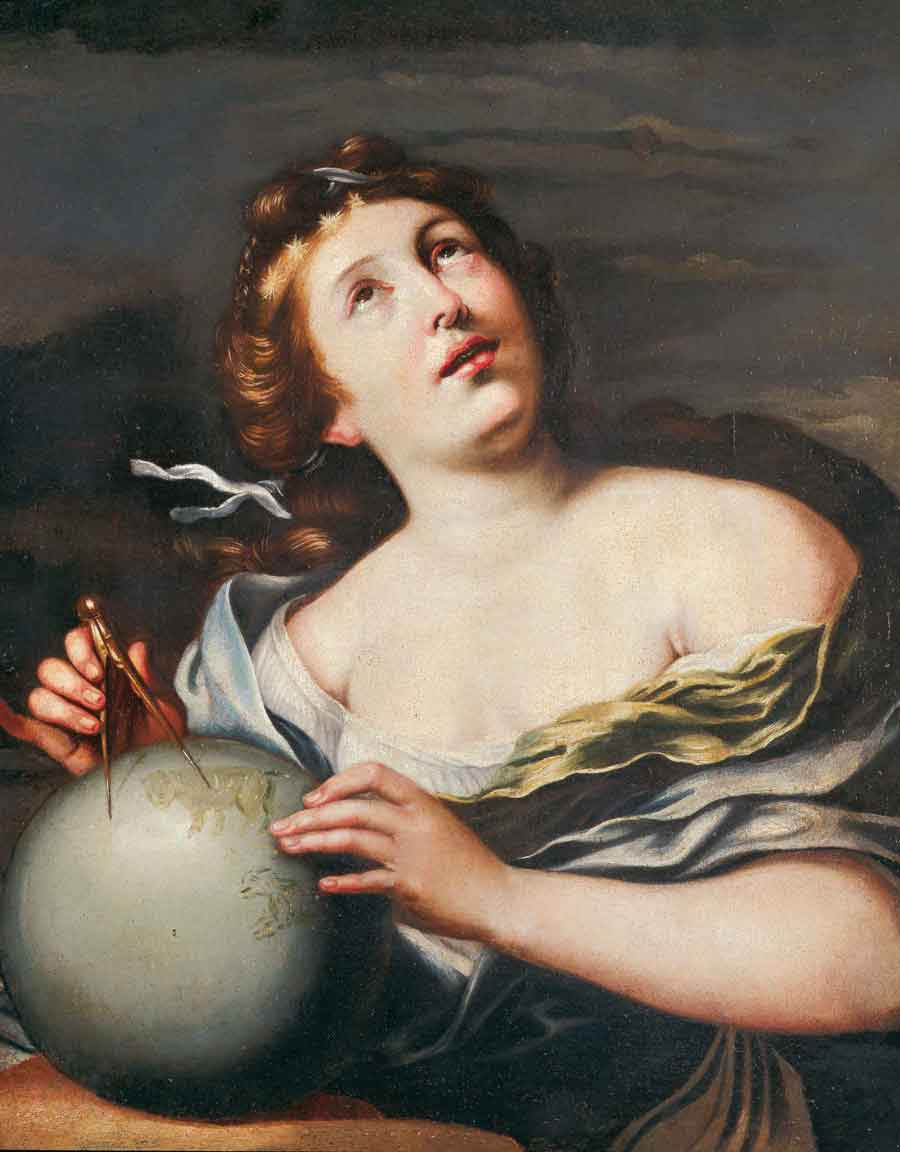
Attribué à Girolamo Troppa, Allégorie de l'astronomie.

Il peint plusieurs versions de la Guérison de Tobie. Le musée de Copenhague conserve de lui Madeleine repentante.